# Still Life (gra komputerowa)
Still Life – komputerowa gra przygodowa utrzymana w konwencji wskaż i kliknij, wyprodukowana przez francuskie studio Microïds i wydana w 2005 roku przez Dreamcatcher. Bohaterka gry, agentka FBI Victoria McPherson, prowadzi śledztwo w sprawie brutalnych morderstw prostytutek. Fabuła opisuje także dalsze losy głównego bohatera z gry Post Mortem – Gustava McPhersona, pradziadka Victorii. Podobnie jak w poprzednich produkcjach Microïds, jak seria Syberia, tak i tutaj gracz steruje trójwymiarowymi postaciami na częściowo animowanym, dwuwymiarowym tle. Gra wyróżnia się mrocznym klimatem i realistycznymi ujęciami miejsc zbrodni. W 2009 wydano kontynuację pod nazwą Still Life 2.

## Fabuła
Victoria McPherson, agent specjalny FBI, prowadzi dochodzenie w sprawie brutalnych morderstw mających miejsce w Chicago. Odwiedzając dom swojego ojca, znajduje na strychu dziennik należący do jej dziadka, prywatnego detektywa Gustava McPhersona. Oddając się jego lekturze odkrywa, że w latach 20. w czeskiej Pradze jej przodek prowadził dochodzenie w bardzo podobnej sprawie. W obydwu przypadkach ofiarą padały kobiety sprzedające swoje ciała – uliczne praskie prostytutki i pracownice chicagowskiego klubu Czerwona Latarnia – ponadto mordercy ubierali się w czarny płaszcz, cylinder i srebrną maskę.
Fabuła gry rozdziela się na dwie części, których akcja ma miejsce w dwudziestowiecznej Pradze i współczesnym Chicago. Gustavowi udaje się ustalić tożsamość mordercy, temu jednak udaje się zbiec do Ameryki dzięki wpływowemu ojcu, zaś o morderstwa zostaje oskarżony McPherson. Victoria odkrywa, że seria morderstw podobnych do tych, nad którą pracuje, miała miejsce także w 1931 roku w Chicago i w 1956 w Los Angeles.

## Technikalia
Malarz Daniel Perron specjalnie na potrzeby gry namalował obrazy, które odegrały niezwykle ważną rolę w fabule Still Life. Gra wykorzystuje mechanizmy typowe dla produkcji typu wskaż i kliknij – znalezione przedmioty gromadzone są w inwentarzu, gdzie można je dowolnie obracać i oglądać, zaś fabułę pchnąć można do przodu poprzez rozwiązywanie zagadek logicznych. Wielu recenzentów stwierdziło, że część zagadek, jak np. upieczenie ciastek na podstawie przepisu będącego poematem nt. idealnego mężczyzny, jest jednymi z najtrudniejszych, z jakimi spotkali się w grach. Elementem odróżniającym Still Life od większości gier przygodowych jest konieczność przeprowadzenia oględzin miejsca zbrodni, do czego bohaterka wykorzystuje m.in. aparat fotograficzny, ultrafiolet i pęsetę.
Wszystkie organizacje zajmujące się klasyfikacją gier jednoznacznie oceniły Still Life jako produkcję przeznaczoną wyłącznie dla dorosłych. Bohaterowie często używają niecenzuralnego słownictwa, pojawiają się odniesienia do czynności seksualnych, zaś okaleczone ciała ofiar narysowane są bardzo szczegółowo, mogąc odrzucić wrażliwsze osoby.
Gra pod względem klimatu nawiązuje do takich pozycji filmowych jak Vidocq, Siedem czy Kolekcjoner kości. W przypadku gier zauważyć można podobieństwa do słynnego Blade Runnera produkcji Electronic Arts, oraz w pewnych aspektach do serii Silent Hill.

## Wersja polska
Kierownik projektu: Mariusz Szlanta

Reżyseria: Artur Kruczek

Nadzór nad projektem: Aleksandra Cwalina

Redakcja tekstu: Aleksandra Cwalina

Tłumaczenie: Michał Bochenek, Barbara Giecold

Udział wzięli:
- Anna Sroka – Victoria MacPherson
- Jarosław Boberek – Gustav MacPherson
- Mirosław Zbrojewicz – Kazimír Stašek, Todd Browning, Roman Jesenský
- Przemysław Nikiel – David Miller
- Joanna Domańska – Claire Ashby
- Marek Obertyn – Petr Jesenský, Patrick McPherson, Otokar Kubina, Emil Korona
- Agnieszka Fajlhauer – Vladanna Tominová
- Adam Szyszkowski
- Ryszard Olesiński
- Krzysztof Zakrzewski
- Hanna Kinder-Kiss
- Katarzyna Kozak
- Artur Kruczek
- Sławomir Śmiałek
- Robert Kowalski
- Jacek Kiss